# 작은문둥이박쥐
작은문둥이박쥐(Eptesicus diminutus)는 애기박쥐과에 속하는 문둥이박쥐의 일종이다. 아르헨티나와 브라질, 파라과이, 우루과이, 베네수엘라에서 발견된다.

## 특징
작은 박쥐로 전체 몸길이가 81~91mm이고 전완장은 32.1~34.8mm이다. 꼬리 길이는 32~37mm, 귀 길이는 13.3~14.6mm이다. 털은 짧다. 등 쪽은 불그스레한 갈색이고 몸 쪽 털은 거무스레한 반면에 배 쪽은 희고 누르스름하다. 주둥이는 넓고 눈은 작다. 귀는 삼각형 모양이고 끝은 둥글다.

## 생태
먹이는 곤충이다.

## 분포 및 서식지
베네수엘라 그리고 브라질 동부와 파라과이부터 우루과이와 아르헨티나까지 널리 분포한다. 앞이 트인 건조림과 아열대숲, 도시와 준도시 지역에서 서식한다.

## 아종
2종의 아종이 알려져 있다.
- E. d. diminutus - 베네수엘라, 브라질 동부.
- E. d. fidelis (Thomas, 1920) - 브라질 남부, 파라과이 동부, 우루과이 서부, 아르헨티나 북부.